# Eksperyment kliniczny
Eksperyment kliniczny (właściwe określenie: kliniczne badanie eksperymentalne) – badanie naukowe, którego zasadniczym celem jest określenie skuteczności oraz bezpieczeństwa stosowania produktu leczniczego, wyrobu medycznego lub innej techniki medycznej (zabiegu, testu diagnostycznego). Za „złoty standard” eksperymentów klinicznych uważa się randomizowane kontrolowane badania kliniczne (ang. randomized controlled trial lub randomized control trial, (RCT).
Prawidłowo przeprowadzone badanie kliniczne interwencji terapeutycznych charakteryzuje się:
- dużą, niejednolitą grupą pacjentów, na której badano lekarstwo lub procedurę medyczną
- zastosowaniem randomizacji
- zastosowaniem podwójnie ślepej próby (w celu wykluczenia lub potwierdzenia efektu placebo).

Aspekty etyczne w tego typu badaniach ustalone są przez Deklarację helsińską oraz komisje bioetyczne.
Fazy eksperymentu klinicznego:
- badania przedkliniczne (in silico, in vitro i in vivo)
- faza 0 – na bardzo małej grupie (10–15 osób) – nowo wprowadzona w Stanach Zjednoczonych faza mająca na celu przyspieszenie rozwoju obiecujących leków poprzez wczesne ustalenie czy lek oddziałuje na ludzi w sposób oczekiwany po badaniach przedklinicznych. Uzyskuje się w ten sposób wstępne dane o bezpieczeństwie, toksyczności, farmakokinetyki i farmakodynamiki terapii.
- faza I – na niewielkiej grupie zdrowych ochotników (20–80 osób). Ma na celu zbadanie bezpieczeństwa, toksyczności, farmakokinetyki i farmakodynamiki terapii. W badaniach nad niektórymi lekami (np. przeciwnowotworowymi czy anty-HIV) w tej fazie badań biorą udział pacjenci w zaawansowanym stadium choroby.
- faza II – na większej grupie (20–300 osób). Ma na celu zbadanie klinicznej skuteczności terapii.
- faza III – randomizowane badania na dużej grupie pacjentów (powyżej 300 osób). Ma na celu pełną ocenę skuteczności nowej terapii.
- faza IV – przedłużone badania kliniczne badające dokładniej bezpieczeństwo stosowania produktu leczniczego po dopuszczeniu go do obrotu. Obserwuje się rzadkie, lub wynikającego z długotrwałego stosowania, działania niepożądane, objawy przedawkowania, interakcje nowego leku z innymi, specyfikę działania u dzieci, osób starszych, kobiet w ciąży, chorych na inne choroby.

Przed rozpoczęciem badania klinicznego fazy I-III bezwzględnie należy uzyskać zgodę:
- Ministerstwa Zdrowia, na wniosek Urzędu Rejestracji Produktów Leczniczych, Wyrobów Medycznych i Produktów Biobójczych Centralnej Ewidencji Badań Klinicznych
- Centralnej Komisji Bioetycznej
- innych urzędów regulacyjnych (w zależności od państwa).

W przypadku badań IV fazy, w zależności od warunków prowadzenia badania i jego planu zawartego w protokole badania, najczęściej wymagana jest jedynie zgoda komisji bioetycznej.
Najczęściej spotykane badania kliniczne dotyczą:
- produktu leczniczego – prowadzone ze szczególną starannością i przestrzeganiem zasad dobrej praktyki klinicznej
- wyrobu medycznego – prowadzone ze szczególną starannością i przestrzeganiem norm ISO 14155 (2003-E).

Podczas prowadzenia badań klinicznych podstawowe znaczenie ma dokumentacja medyczna zawierająca pełny opis zdarzeń niepożądanych, ciężkich zdarzeń niepożądanych występujących podczas prowadzenia badania, jak również poprawne i poparte oryginalnymi wpisami w historii choroby (tzw. dokumentacja źródłowa) dane zebrane w karcie obserwacji klinicznej. Dane źródłowe to informacje zawarte w oryginalnych raportach i certyfikowanych kopiach oryginalnych raportów, które dotyczą obserwacji medycznych, ocen klinicznych i innych czynności wykonywanych w badaniach klinicznych konieczne do rekonstrukcji i oceny badania klinicznego. Istnieje potrzeba opracowania jednolitych wytycznych regulujących zasady analizy statystycznej danych w ocenie eksperymentów klinicznych.
Uznaje się, że pierwsze w historii medycyny badanie kliniczne przeprowadził w XVIII wieku szkocki lekarz James Lind. Jednym z pionierów badań klinicznych był XX-wieczny epidemiolog i statystyk Austin Bradford Hill.

## Tendencyjność publikowania wyników badań
Aby ograniczyć publikacje wybiórczych wyników badań (ilustracja wybiórczości) – tak zwane złudzenie publikacyjne lub efekt szuflady – Stany Zjednoczone wprowadziły obowiązek prerejestracji planu badań klinicznych przed ich rozpoczęciem w publicznie dostępnej bazie clinicaltrials.gov
od 2000 roku. Rejestracji podlegają metody przeprowadzania badań i ich pomiary. Spowodowało to znaczny spadek udziału pozytywnych wyników badań (z 57% do 8%) w leczeniu chorób serca 
,
. 
Na podstawie analizy badań klinicznych sercowo-naczyniowych opublikowanych w latach 2000–2005 w trzech czołowych czasopismach medycznych (Journal of the American Medical Association, The Lancet i The New England Journal of Medicine), stwierdzono, że badania finansowane przez firmy znacznie częściej niż badania finansowane przez organizacje non-profit wykazują wyższość nowego sposobu leczenia w porównaniu z leczeniem standardowym. Różnicę tłumaczy się tendencyjnością podczas projektowania i interpretacji badań, wybiórczym publikowaniem badań o lepszych wynikach, zwykłym powtarzaniem badań wymaganym przez urzędy rejestrujące. Zdarzają się jednak badania finansowane przez firmy stwierdzające wyższość produktów konkurencji. 49% badań finansowanych przez instytucje non-profit donosiło o wyższości badanego, nowego sposobu leczenia w porównaniu do standardowej opieki. W przypadku badań finansowanych przez firmy było tak w przypadku 67%. Dla leków było tak odpowiednio w 40% i 66% przypadków. Z 349 przeanalizowanych badań 44% było finansowane tylko przez firmy, 31% było finansowane tylko przez instytucje non-profit, 19% było finansowane z obu rodzajów źródeł, a 6% nie podało źródła finansowania. Badania finansowane przez firmy były przeprowadzone na większej liczbie pacjentów i w większej liczbie ośrodków.
W celu poprawy jakości raportów z randomizowanych badań klinicznych powstała Deklaracja CONSORT zawierająca wytyczne dla autorów.

## Polskie akty prawne dotyczące badań klinicznych
- Ustawa z dnia 9 marca 2023 r. o badaniach klinicznych produktów leczniczych stosowanych u ludzi (Dz.U. z 2023 r. poz. 605)
- Ustawa z dnia 6 września 2001 r. Prawo farmaceutyczne (Dz.U. z 2021 r. poz. 1977)
- Ustawa z dnia 5 grudnia 1996 roku o zawodach lekarza i lekarza dentysty (Dz.U. z 2022 r. poz. 1731)

- Rozporządzenie Ministra Zdrowia z dnia 2 maja 2012 r. w sprawie Dobrej Praktyki Klinicznej (Dz.U. z 2012 r. poz. 489) [dostęp: 2013-02-21])
- Rozporządzenie Ministra Zdrowia z dnia 9 listopada 2015 r. w sprawie wymagań Dobrej Praktyki Wytwarzania (Dz.U. z 2019 r. poz. 728) [dostęp: 2020-10-23])
- Rozporządzenie Ministra Finansów z dnia 30 kwietnia 2004 r. w sprawie obowiązkowego ubezpieczenia odpowiedzialności cywilnej badacza i sponsora (Dz.U. z 2004 r. nr 101, poz. 1034) [dostęp: 2013-02-21])
- Rozporządzenie Ministra Finansów z dnia 18 maja 2005 r. zmieniające rozporządzenie w sprawie obowiązkowego ubezpieczenia odpowiedzialności cywilnej badacza i sponsora (Dz.U. z 2005 r. nr 101, poz. 845) [dostęp: 2013-02-21])
- Rozporządzenie Ministra Zdrowia z dnia 30 kwietnia 2004 r. w sprawie sposobu prowadzenia badań klinicznych z udziałem małoletnich (Dz.U. z 2004 r. nr 104, poz. 1108) [dostęp: 2013-02-21])
- Rozporządzenie Ministra Zdrowia z dnia 30 kwietnia 2004 r. w sprawie zgłaszania niespodziewanego ciężkiego niepożądanego działania produktu leczniczego (Dz.U. z 2004 r. nr 104, poz. 1107) [dostęp: 2013-02-21]).
- Rozporządzenie Ministra Zdrowia z dnia 20 października 2015 r. w sprawie preparatów zawierających środki odurzające lub substancje psychotropowe, które mogą być posiadane i stosowane w celach medycznych oraz do badań klinicznych, po uzyskaniu zgody wojewódzkiego inspektora farmaceutycznego (Dz.U. z 2021 r. poz. 2124) [dostęp: 2021-11-25]).
- Rozporządzenie Ministra Zdrowia w sprawie inspekcji badań klinicznych z dnia 26 kwietnia 2012 r. (Dz.U. z 2012 r. poz. 477) [dostęp: 2013-02-21]).

## Interpretacja badań klinicznych - kluczowe pojęcia
- Istotność kliniczna – wykazana w badaniu klinicznym nieprzypadkowa różnica jest na tyle duża, że ma znaczenie dla chorego i lekarza.
- Analiza przeżycia – metoda oceny czasu przeżycia uwzględniająca obserwacje niekompletne (w czasie badania nie wystąpiło oceniane zdarzenie np. zgon lub progresja) przy użyciu tzw. estymatora Kaplana Meiera.
- Mediana przeżycia (ang. median survival) – czas przeżycia dla „środkowego” w danej grupie chorego. Podając medianę dajemy informację tylko o jednym punkcie przebiegu krzywej przeżycia dla której funkcja przeżycia wynosi 0,5.
- Krzywa przeżycia w badaniu klinicznym – graficzne przedstawienie prawdopodobieństwa przeżycia w czasie wyliczonego estymatorem Kaplana-Meiera.
- Ryzyko względne, iloraz hazardu (HR) – prawdopodobieństwo wystąpienia danego zdarzenia np. zgonu w grupie eksperymentalnej w porównaniu do grupy kontrolnej, dla której umowne wynosi ono 1,0[8].